# Hugo Cadenbach (Richter)

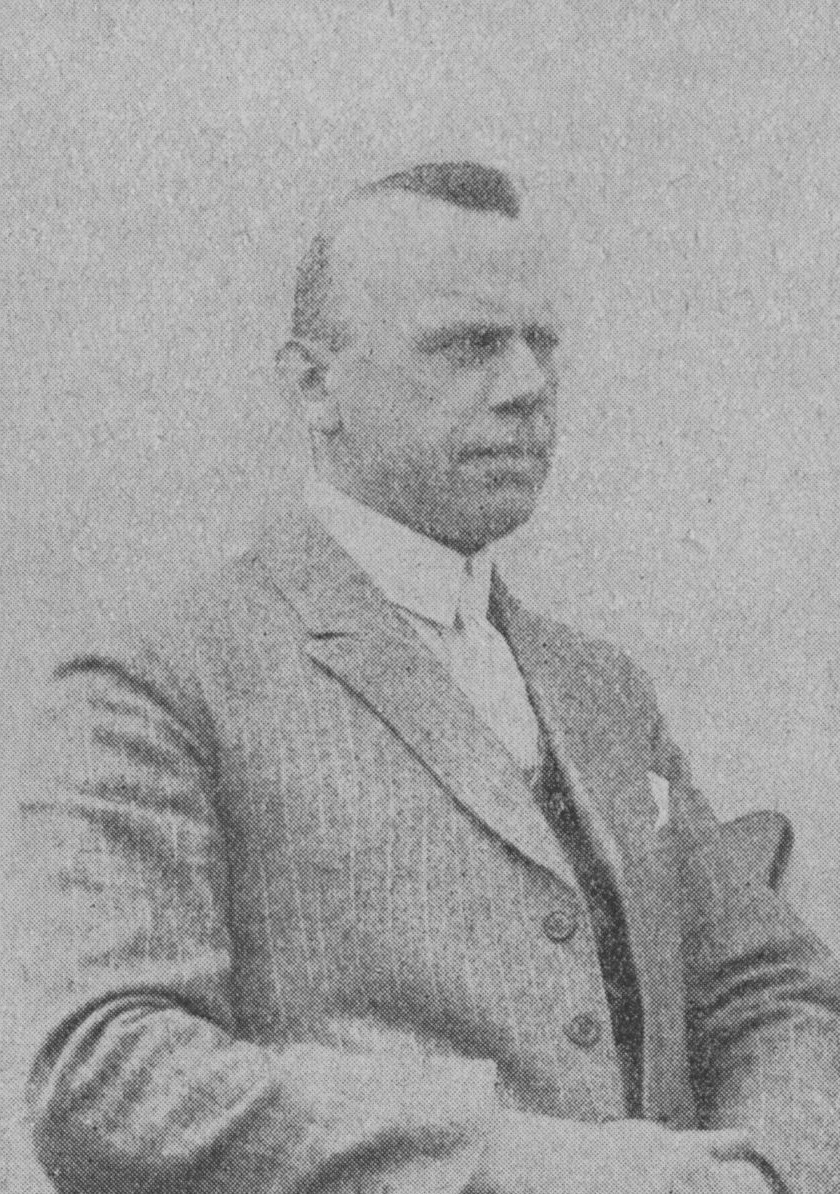
Hugo Cadenbach, um 1927

Hugo Cadenbach (* 25. Dezember 1874 in Burtscheid; † 3. Dezember 1943 in Aachen) war ein deutscher Landgerichtsrat und Unternehmer. 

## Leben
Der Sohn des gleichnamigen Tuchfabrikanten Hugo Cadenbach (1833–1899) und der Henriette Bahn (1848–1929) absolvierte 1896 sein Abitur am Aachener Kaiser-Wilhelms-Gymnasium, dem heutigen Einhard-Gymnasium. Im Anschluss daran studierte er Rechtswissenschaften an den Universitäten Freiburg i. Breisgau, Berlin und Bonn und promovierte 1901 in Leipzig.
Nach seinem Studium wurde Cadenbach in den Staatsdienst übernommen und war bis 1904 als Gerichtsassessor tätig. Danach wechselte er nach London, wo er in einer Bank beschäftigt wurde und gleichzeitig  nationalökonomischen und juristischen Studien in Oxford nachgehen konnte. Zu diesem Zwecke unternahm er 1906 auch eine Studienreise nach Kanada und in die USA sowie nach Mexiko. Von 1910 bis 1914 bekleidete Cadenbach das Amt des Landgerichtsrats am Landgericht Elberfeld. Im Ersten Weltkrieg wurde er als Hauptmann unter anderem in der Schlacht um Verdun eingesetzt, in der er verwundet wurde. Ausgezeichnet mit beiden Klassen des Eisernen Kreuzes wurde er als Major der Reserve aus dem Kriegsdienst entlassen.
Im Jahr 1919 nahm Cadenbach dann auch seinen Abschied aus dem Staatsdienst und stieg als Justiziar bei der Stolberger Zink ein, die ihn 1925 in den Vorstand berief und ein Jahr später zum Generaldirektor ernannte. Darüber hinaus übernahm er ab 1920 auch einen Lehrauftrag an der RWTH Aachen und wurde im Mai 1925 dort offiziell als Honorarprofessor für den Fachbereich Bergwirtschaft, Geschichte des Bergbaus und Bergrecht geführt. Cadenbach blieb bis März 1941 Mitglied des Lehrkörpers und war zwischenzeitlich zum 1. Mai 1933 auch der NSDAP beigetreten (Mitgliedsnummer 3.512.184). Ein Jahr später, am 24. Juli 1942, ernannte ihn die Hochschule zu ihrem Ehrenbürger.
Außerhalb seiner beruflichen Verpflichtungen übernahm Cadenbach die Aufgaben als freiberuflicher Handelsrichter und war nach der Zusammenlegung 1933 Mitglied der IHK Aachen und Stolberg sowie im Ehrengericht der Wirtschaft im Bezirk Rheinland. Ferner gehörte er ab 1936 als ernannter Ratsherr dem Stadtrat von Aachen an. Darüber hinaus war er von 1930 bis 1932 Gründungspräsident des am 4. Februar 1930 gegründeten Rotary Clubs Aachen und bereits seit 1902 Mitglied im Club Aachener Casino. Von 1932 bis 1937 war er zudem Vorstandsvorsitzender des Evangelischen Krankenhausvereins zu Aachen, Träger des Luisenhospitals Aachen.
Cadenbach war seit 1899 verheiratet mit Maria Weidtman (1886–1967), Tochter des Unternehmers Victor Weidtman und Schwester des Bankiers Hans Weidtman. Gemeinsam hatte das Ehepaar den Sohn Hugo Cadenbach, der später als Privatbankier und Diplomat Karriere machte. Seine jüngste Tochter Ingeborg war mit Fritz Schultz-Grunow verheiratet. Die Familie Hugo Cadenbach fand ihre letzte Ruhestätte auf dem Heißbergfriedhof Burtscheid/Aachen in einem Familiengrabmal vom Steinmetz Ewald Mies, dem Bruder Ludwig Mies van der Rohes.